# غيلبرتو خيمينيز
غيلبرتو خيمينيز (بالإسبانية: Gilberto Jiménez)‏ هو لاعب كرة قدم مكسيكي في مركز الدفاع، ولد في 4 فبراير 1973 في مدينة مكسيكو في المكسيك. شارك مع منتخب المكسيك لكرة القدم. أما مع النوادي، فقد لعب مع كروز آزول ونادي أتلانتي ونادي بويبلا ونادي ديبورتيفو تولوكا وناسيونال مونتيفيديو.

## وصلات خارجية
- غيلبرتو خيمينيز على موقع قاعدة بيانات كرة القدم.إي يو (الإنجليزية)
- غيلبرتو خيمينيز على موقع ناشيونال فوتبول تيمز (الإنجليزية)